# Sapphirina scarlata
Sapphirina scarlata är en kräftdjursart som beskrevs av Giesbrecht 1891. Sapphirina scarlata ingår i släktet Sapphirina och familjen Sapphirinidae. Inga underarter finns listade i Catalogue of Life.